# 早崎守俊
早崎 守俊（はやさき もりとし、1926年4月13日 - 2023年11月7日）は、日本のドイツ文学者、名古屋大学名誉教授。

## 人物・来歴
大阪府生まれ。本籍・石川県。本名・早﨑良久。1948年第八高等学校理科甲類卒、1952年東京大学文学部独乙文学科卒。同志社大学助教授、名古屋大学教養部助教授、同教授、語学センター教授、同センター長事務代理、総合言語センター教授、1990年定年退官、名誉教授。愛知工業大学客員教授。妻の早﨑ふき子（1929-2020）は、『カフカの椅子』（角川書店　2006）等の歌集および『美の四重奏』（春日井建論、山中智恵子論、馬場あき子論、塚本邦雄論）（雁書館　1993）等の作家論集を著わした歌人で、2008年梨郷賞（中部日本歌人会大賞）受賞。

## 著書
- 『負の文学 ドイツ戦後文学の系譜』思潮社 1972
- 『ぼくらのドイツ語 シュヴァーベンは汽車に乗って』第三書房 1974
- 『ドイツ文法 旅をしながら』三修社 1974
- 『グルッペ四十七史 ドイツ戦後文学史にかえて』同学社 1989
- 『ドイツ表現主義の誕生 Expressionismus 1905-1915』三修社 1996

### 共編
- 『初級文法読本-思わぬ出会いから…』Heinz Hugo Alber共編 同学社 1987
- 『初級文法読本-湖のある風景』Heinz Hugo Alber共編 同学社 1990
- 『初級文法読本-ベルリンの街角で』Heinz Hugo Alber共編 同学社 1994
- 『グリムと旅して ドイツ語入門文法読本』Heinz Hugo Alber共編 同学社 1996

### 翻訳
- シュニッツラー「ギリシャの踊り子」『ドイツの文学 第12巻 (名作短篇)』三修社 1966
- アルフレート・デーブリーン『ハムレット あるいはながき夜は終りて』筑摩書房 1970
- アルフレート・デーブリーン「たんぽぽ殺し」『ドイツ表現主義 2 (表現主義の小説)』河出書房新社 1971
- アルフレート・デーブリーン『ベルリン・アレクサンダー広場』河出書房新社 1971、復刻新版 2012
- ルードルフ・ハーゲルシュタンゲ『遅すぎた夏』白水社 1974
- ウルリヒ・プレンツドルフ『若きWのあらたな悩み』白水社 1976　のち白水Uブックス

## 論文
- <早崎良久
- <早崎守俊